# Naked News
Naked News is een Canadees nieuws- en entertainmentprogramma dat eigendom is van Naked Broadcasting Network. Het bevat naakte vrouwelijke nieuwspresentatoren die nieuwsbulletins lezen die zijn afgeleid van nieuwsberichten. De productiestudio van de show bevindt zich in Toronto, Canada. Er zijn zes dagelijkse nieuwsprogramma's per week en ze duren ongeveer 22 minuten.  De vrouwelijke castleden lezen het nieuws volledig naakt, of kleden zich uit terwijl ze hun verschillende segmenten presenteren, waaronder entertainment, sport, films, eten, seks en relaties. Naked News TV! is een uitloper van het online programma en wordt in verschillende landen over de hele wereld uitgezonden op betaaltelevisie.
De show rekruteert vrouwen van over de hele wereld om als vaste ankers of als gastverslaggeefsters te verschijnen. Hun audities, waarbij vrouwen het programma een proefopname presenteren, is een van de meest populaire segmenten en genereert de meeste feedback van kijkers. Een ander populair segment is Naked in the Streets, waar een verslaggeefster topless de straat op gaat en het publiek over onderwerpen vraagt.

## Geschiedenis

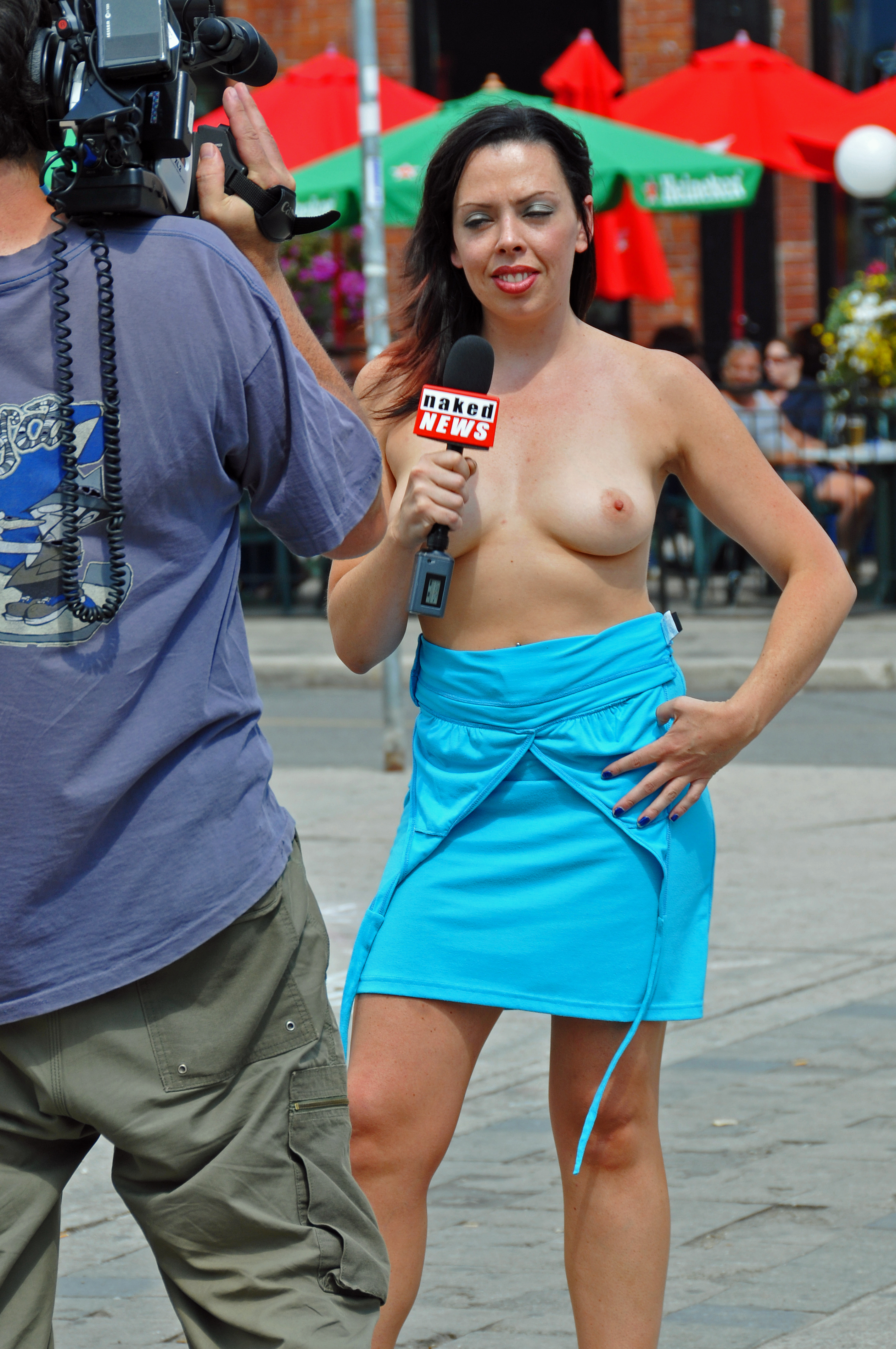
Toenmalig Naked News-anker Christine Kerr, in Toronto (Canada), 2008

Naked News is bedacht door Fernando Pereira en Kirby Stasyna en debuteerde in december 1999 als een online nieuwsdienst met een geheel vrouwelijke cast. Het begon met slechts één anker, Victoria Sinclair, die tot 2015 voor het programma werkte. Naarmate de show groeide, nam het aantal vrouwelijke ankers toe. Roxanne West kwam bij Sinclair als hoofdanker, en andere castleden waren onder meer Holly Weston, Lily Kwan, Sandrine Renard, Erin Sherwood, Athena King, Brooke Roberts, Michelle Pantoliano, Erica Stevens,  Samantha Page, Christine Kerr en Valentina Taylor, plus gastankers. De website steunde volledig op mond-tot-mondreclame en werd al snel een populaire website. Tijdens het hoogtepunt van zijn populariteit ontving de website meer dan 6 miljoen unieke bezoekers per maand.   In de begindagen van de site kon de hele nieuwsuitzending gratis online worden bekeken en werd ondersteund door advertenties, maar dit veranderde na de ineenstorting van internetreclame die plaatsvond met de dot-com-crash. In 2002 kon slechts één nieuwssegment vrijelijk worden bekeken  en in 2004 was er geen gratis inhoud meer op de website.  Vanaf 2005 was er een naaktvrije versie van Naked News beschikbaar voor niet-abonnees. Vanaf juni 2008 konden terug twee nieuwssegmenten vrij worden bekeken. Dit eindigde echter in al snel weer, in december 2009.
Na het succes van The Naked Truth, een soortgelijke voorstelling op de Russische televisie, werd Naked News TV! gelanceerd, het eerste internetnieuwsprogramma dat met succes werd overgezet van website naar kabeltelevisie. Het werd aanvankelijk uitgezonden op Viewers Choice in Canada in 2001 en werd een paar maanden later voor het eerst uitgezonden in de Verenigde Staten door de iN DEMAND- kabeltelevisiedienst op het pay-per-view-netwerk Too Much for TV, waar ook Girls Gone Wild op te zien was. In 2002 werd het uitgezonden in Australië op The Comedy Channel via kabel- en satelliettelevisieplatforms Foxtel en Austar. De Britse zender Sumo TV vertoonde ingekorte afleveringen van Naked News, terwijl Playboy One de show gratis uitzond om 21.30 uur van maandag tot vrijdag tot de opdoeking ervan in 2008.
Naked News lanceerde een Japanse versie van de show in 2006. Echter verbood de Japanse broadcastingregelgeving om volledig naakte presentatrices te tonen, waardoor er minimaal in ondergoed werd gepresenteerd. In 2007 werd de wetgeving aangepast zodat de show geen subsidies meer kon ontvangen voor het onderdeel uitgezonden in doventaal.
Een mannelijke versie van de show liep van 2001 tot 2007. Het werd gemaakt om parallel te lopen met de vrouwelijke versie, maar stopte met de productie omdat het niet genoot van de populariteit en bekendheid van de vrouwelijke versie. Hoewel het oorspronkelijk was gericht op vrouwelijke kijkers, promootte de mannelijke show zichzelf later als nieuws vanuit een homoseksueel perspectief.

## In de media
In 2013 was de Naked News-show het onderwerp van een achtdelige documentaireserie genaamd Naked News Uncovered, die werd uitgezonden op Super Channel in Canada.
De vrouwelijke omroepers zijn op bijna elk medium te zien geweest, waaronder televisie (CBS Sunday Morning, The Today Show, The View, Sally Jessy Raphaël en talloze optredens op Entertainment Tonight en ET Insider), kranten en tijdschriften (TV Guide, Playboy) en als gasten op meerdere radioshows, waaronder Howard Stern.

## Vergelijkbare shows

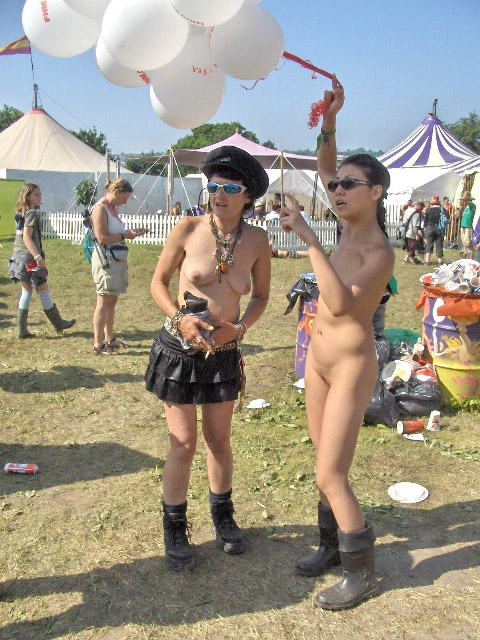
Naked News- presentatrice Lily Kwan

Eind jaren negentig zond de Britse kabeltelevisiekanaal L!VE TV Tiffani's Big City Tips uit, waarin model Tiffani Banister het financiële nieuws vertelde terwijl ze tot haar ondergoed aan het strippen was. 

### Imitators
- Comédie+ - In 2001 publiceerde dit Franse kabeltelevisienetwerk een serie promo's met mannen en vrouwen die zich terloops uitkleden terwijl ze grappen lazen. In 2006 hebben ze het Naked News-formaat in zijn geheel gekopieerd in een striptease- journaal genaamd Les Nuz, behalve dat de ankers hun ondergoed aanhielden.
- Radio Tango - In 2001 begon dit radiostation uit Oslo, Noorwegen , strippende weervrouwen in hun uitzendingen en op hun website te tonen.[15]
- Een vergelijkbaar fenomeen met de naam "Noodie News" komt voor in de Canadese Margaret Atwood 's roman uit 2003 Oryx and Crake .[16][17][18]
- Počasíčko  (verkleinwoord van 'weer') was een filmpje van de Tsjechische TV Nova na 22 uur dat in januari 1998 werd gelanceerd, waarbij een naakte vrouw (of af en toe een man) zich kleedde in kleding die geschikt was voor de weersvoorspelling van de volgende dag.[19] Dit werd na enkele jaren stopgezet en keerde in februari 2007 terug als een webshow.
- In juni 2009 werden de plannen voor Naked News Korea aangekondigd. Het had een vergelijkbaar formaat als de Canadese versie, maar met minder naaktheid. Dit werd later onthuld als oplichterij. Na amper een maand stopte Naked News Korea, met topless nieuwsankers, abrupt te midden van beschuldigingen dat de CEO, John Chau, verdween met al het geld van het bedrijf. Hoewel Chau de naamgevingsrechten van Naked News kocht, was het nooit een officiële dochteronderneming van het in Toronto gevestigde Canadese bedrijf.[20]
- In maart 2010 presenteerden studenten van de Universiteit van Cambridge naakt een nieuwssegment op Cambridge University Television .[21]
- De Franse parodie-nieuwssite Les Graves Infos (Serious News ) werd medio 2009 gelanceerd met een strippend weermeisje.[22] De site is in februari 2010 opgedoekt.[23]
- In juni 2014 werd in Venezuela een zeer vergelijkbare show uitgebracht genaamd Desnudando la Noticia (Stripping the News), een variant van Naked News .[24]
- In Portugal ging op 22 april 2002 op kabelstation SIC Radical een nieuwsbulletin van vijf minuten met een naakte vrouw in première, getiteld Nutícias . De show werd in 2003 geannuleerd.
- Een Finse kopie van het Naked News-concept werd uitgezonden op de Aluetelevisio- kabeltelevisiekanaal van het land. De show had de erotische actrice Maria Kekkonen in dienst als verslaggever en ook de voormalige pornografische actrice Rakel Liekki werkte voor de show.

### Parodieën
- Een aflevering uit 2005 van de satirische Nieuw-Zeelandse nieuwsshow Eating Media Lunch toonde nieuwslezers die overspel pleegden in een parodie op Naked News genaamd "Fuck News".[25]